# André André
Pour les articles homonymes, voir André.
André Filipe Brás André, dit André André, né le 24 août 1989 à Vila do Conde, est un footballeur international portugais qui évoluait au poste de milieu de terrain.
Il est le fils du footballeur international portugais António André.

## Biographie

### Carrière en club

#### Varzim SC (2008-2012)
André est formé au football au FC Porto et au Varzim SC. Il fait dans ce dernier club ses débuts professionnels en 2008. En deux saisons, il dispute 49 matchs et marque six buts en deuxième division.

##### Prêt Deportivo La Corogne (2010-2011)
En 2011, il est prêté au Deportivo La Corogne en Espagne, qui l'intègre à son équipe B en troisième division. Il joue très peu et fait son retour à Varzim en janvier 2011, qui est relégué en troisième division en fin de saison. La saison suivante, André inscrit douze buts et contribue largement à la bonne saison de Varzim, qui est interdit de monter pour raison administratives.

#### Vitória SC (2012-2015)
André est recruté à l'été 2012 par le Vitória SC, en première division. En trois saisons, il joue 74 matchs de championnat et inscrit 16 buts, dont 11 en 2014-2015. Il fait aussi ses débuts en Ligue Europa en 2013-2014.

#### FC Porto (2015-2018)
En juillet 2015, il est transféré au FC Porto contre une indemnité estimée à 1,5 million d'euros.

#### Retour au Vitória SC (depuis 2018)
Bloqué par la concurrence dans l’entre-jeu à Porto, le club ne le prolonge pas à l’issue de son contrat. Il retourne donc libre à Guimarães à l’été 2018.

### Carrière internationale
André est sélectionné en équipe du Portugal dans la catégorie des moins de 19 ans. 
Avec la sélection A, il fait ses débuts le 31 mars 2015, lors d'un match amical face au Cap-Vert (0-2).

## Palmarès
FC Porto
- Finaliste de la Coupe du Portugal en 2016
- Vainqueur de la Coupe du Portugal en 2013 avec le Vitória Guimarães
- Champion du Portugal en 2018
- Vice-champion du Portugal en 2017